# Johann Dick
Johann Dick (23. března 1927 – 18. září 1986 československo-západoněmecká hranice, nedaleko obce Mähring, Bavorsko) byl západoněmecký občan zastřelený československými pohraničníky.

## Průběh incidentu
Johann Dick, žijící v Bavorsku, byl bývalý německý voják, který se v důchodu zabýval tím, že obcházel bavorské hranice. Tato záliba se mu stala osudnou. Dne 18. září 1986 na něj 200 metrů hluboko na území Bavorska zahájili palbu českoslovenští pohraničníci. Podle všeobecně přijímané verze se pohraničníci domnívali, že je jedním ze dvou Poláků, kteří se ten den pokusili překročit československo-bavorské hranice. Pohraničníci ho smrtelně zraněného odvlekli na československé území, kde zemřel.
Událost přerostla v mezinárodní incident. Československá strana nejdříve tvrdila, že přešel hranice, československé úřady navíc ve snaze ztížit vyšetřování nevydaly zpět celé tělo. Chyběl mimo jiné žaludek, jehož průstřel byl pravděpodobně hlavní příčinou smrti. V souvislosti s tím bylo vysloveno podezření, že se tak československá strana snažila zahladit důkazy o tom, že nebyl řádně ošetřen a že tedy českoslovenští pohraničníci nejenže stříleli, ale později, když už věděli o svém omylu, neposkytli zraněnému adekvátní pomoc (zbylé pozůstatky byly vydány na nátlak bavorských úřadů s několikadenním zpožděním). Ukázalo se také, že Dickova mrtvola (pokud v době okradení už nežil) byla okradena o peníze a nějaké další drobnosti.
Postupem času se ukázalo, že zapírání viny bylo marné. Pohraničníci po sobě zanechali v Bavorsku mnoho stop, bavorská policie objevila na místě vraždy některé drobné části jejich vybavení, zásobník pistole a také nábojnice a střely ze samopalů v okolních stromech. Československo nakonec svoji vinu přiznalo, vyplatilo vdově odškodné ve výši 100 000 marek a německé straně se omluvilo. Viníci však byli potrestáni mírnými tresty: nejvyšším bylo 14 dní vězení (za neopatrné překročení státní hranice). V roce 2001 stanuli pohraničníci před soudem znovu. Byli ale nakonec osvobozeni, neboť žádnému z nich nebylo prokázáno, že smrtící výstřely vypálil právě on.